# Phyllonorycter rhododendrella
Phyllonorycter rhododendrella is een vlinder uit de familie van de mineermotten (Gracillariidae). De wetenschappelijke naam van de soort werd voor het eerst geldig gepubliceerd in 1935 door Braun.